# Cédric Derlyn
Cédric Derlyn est un réalisateur français.

## Carrière
Son parcours s'étend à l'international comme producteur associé sur "ZERO", un long-métrage américain tourné au Sénégal. En 2017, il participe comme cadreur au film 120 battements par minute de Robin Campillo, Grand Prix au Festival de Cannes.

## Filmographie sélective

### Production
2009 : La Morsure de Joyce Nashawati - Premier prix au Festival du Film Fantastique de Gérardmer

### Courts métrages
- 2015 : 88 [4]
- 2005 : Clone[5]
- 2004 : La Main
- 2004 : Gaz[6]